# Зельцер Йоган Мойсейович
 Йо́ган Мойсе́йович Зе́льцер (25 листопада 1905 або 12 (25) листопада 1905 , Одеса, Російська імперія  — 16 жовтня 1941 або 23 вересня 1941 , Кронштадт, Ленінград ) — радянський російський письменник, сценарист, військовий журналіст. Кавалер ордена Червоної Зірки. Був членом Спілки письменників РРФСР.
Народився 1905 року в Одесі. 1928 року закінчив машинну школу Балтфлоту, служив на крейсері «Профінтерн», з 1929-го — військовий журналіст. 
В кіно працював з 1934 року. Автор сценаріїв «Шукачі щастя» (1936, у співавт. з Г. Кобецем), «Один з багатьох» (1941, Бойовий киносборник №2)  та інших. В Україні за його сценарієм створено фільм «Моряки» (1939). 
З 22 червня 1941 року — моторист лінкора та редактор багатотиражної газети лінкора «Марат», старший політрук. Загинув на фронті 16 жовтня 1941 року у Кронштадті при нальоті нацистської авіації на корабель.